# Ferenc Lehel (Generalmajor)
Ferenc Lehel (* 6. Mai 1933 in Nagykanizsa; † 25. Mai 1987) war ein Offizier der Volksrepublik Ungarn und zuletzt Generalmajor (Vezérőrnagy) sowie zwischen 1982 und seinem Tode 1987 Leiter der Gruppe Verwaltungspolizei (BM ORFK Igazgatásrendészeti) im Innenministerium (Belügyminisztérium).

## Leben
Ferenc Lehel, Sohn von Mária Horváth, begann nach dem Schulbesuch und dem Handelsexamen in Nagykanizsa am 7. September 1951 ein Studium im Hauptfach Industrie an der Karl-Marx-Universität für Wirtschaftswissenschaften, das er am 7. September 1955 abschloss. Nach einem in der Zeit besuchten Reserveoffizierskurs wurde er am 16. Juli 1955 zum Leutnant (Hadnagy) befördert und trat nach Abschluss seines Studiums in den Polizeidienst. In den folgenden Jahren fand er zwischen Juli 1955 und September 1960 unterschiedliche Verwendungen des Polizeipräsidiums im Komitat Pest. Er besuchte nach der Grundprüfung in der Fachoberstufe für Innere Angelegenheiten von September 1960 bis Juli 1961 einen Vorbereitungskurs im Fach russische Sprache an der Fremdsprachenhochschule des Innenministeriums und wurde am 30. Oktober 1960 zum Oberleutnant (Főhadnagy) befördert. Dann absolvierte er von 1961 bis 1964 ein Studium der Rechtswissenschaften an der Fachhochschule des Komitees für Staatssicherheit beim Ministerrat der Russischen Sozialistischen Föderative Sowjetrepublik (RSFSR).
Nach seiner Rückkehr war Lehel wieder Mitarbeiter des Polizeipräsidiums im Komitat Pest und wurde dort am 1. November 1964 zum Hauptmann (Százados) befördert. Er absolvierte zudem ein Studium an der Fakultät für Politikwissenschaften und Recht ÁJTK (Állam- és Jogtudományi Kara) der Eötvös-Loránd-Universität (ELTE) und schloss dort 1966 seine Promotion zum Doktor der Rechte im Bereich Staatsbürgerschaftsrecht ab. Am 1. November 1969 erfolgte seine Beförderung zum Major (Őrnagy) und war zwischen dem 1. Juli 1971 und dem 31. Oktober 1972 Leiter der Abteilung Spionageabwehr (kémelhárítás) des Polizeipräsidiums im Komitat Pest. Nach dem gleichzeitigen Besuch eines Lehrgangs für Staatskunde und Demokratie an der Marxismus-Leninismus-Abenduniversität wechselte er ins Innenministerium (Belügyminisztérium) und war dort vom 1. November 1972 bis zum 31. August 1974 Leiter der Unterabteilung A der Abteilung BM III/II-7 Prävention in den Bereichen der internationalen Zusammenarbeit (Elhárítás a nemzetközi együttműködés területein). Daraufhin fungierte er zwischen dem 1. September 1974 und dem 30. April 1976 als Parteisekretär eines Komitees der Ungarischen Sozialistischen Arbeiterpartei MSZMP (Magyar Szocialista Munkáspárt) im Innenministerium und besuchte in dieser Zeit auch einen Psychologielehrgang an der Marxismus-Leninismus-Abenduniversität.
Nach seiner Beförderung zum Oberstleutnant (Alezredes) wurde Ferenc Lehel Leiter der Abteilung Passwesen (Útlevél Osztály) und bekleidete diese Funktion bis zum 31. August 1982. Zugleich war er vom 1. April 1977 bis zum 31. August 1982 stellvertretender Leiter der Gruppe Verwaltungspolizei im Innenministerium und erhielt am 1. Oktober 1979 seine Beförderung zum Oberst (Ezredes). Zuletzt löste er am 1. September 1982 Generalmajor István Ernő Kukk als Leiter der Gruppe Verwaltungspolizei (BM ORFK Igazgatásrendészeti) ab und verblieb in dieser Funktion bis zu seinem Tode am 25. Mai 1987. Er absolvierte in dieser Funktion 1983 eine Managementfortbildung am Fachbereich Wirtschaftspolitik der Parteischule der MSZMP und wurde am 1. Oktober 1986 noch zum Generalmajor (Vezérőrnagy) befördert.